# Sergueï Gerasimets
Sergueï Grigoriévitch Gerasimets (en russe : Сергей Григорьевич Герасимец) ou Siarheï Ryhoravitch Herasimets (en biélorusse : Сяргей Рыгоравіч Герасімец), né le 13 octobre 1965 à Kiev en Ukraine et mort le 26 septembre 2021 à Saint-Pétersbourg, est un footballeur international biélorusse, devenu entraîneur à l'issue de sa carrière, qui évoluait au poste d'attaquant.

## Biographie

### Carrière de joueur
Sergueï Gerasimets dispute deux matchs en Ligue des champions, pour deux buts inscrits.

### Carrière internationale
Sergueï Gerasimets compte 25 sélections et 7 buts avec l'équipe de Biélorussie entre 1992 et 1999. 
Il est convoqué pour la première fois par le sélectionneur national Mikhail Vergeyenko pour un match amical contre l'Ukraine le 28 octobre 1992 (1-1). Par la suite, le 27 janvier 1993, il inscrit son premier but en sélection contre l'Équateur, lors d'un match amical (1-1). Il reçoit sa dernière sélection le 9 octobre 1999 contre l'Italie (0-0).

## Palmarès
Dinamo Minsk
- Champion de Biélorussie en 1992, 1993 et 1994.
- Vainqueur de la Coupe de Biélorussie en 1992 et 1994.
- Finaliste de la Coupe de la fédération soviétique en 1989.

 Zénith Saint-Pétersbourg
- Vainqueur de la Coupe de Russie en 1999.

 Žalgiris Kaunas
- Champion de Lituanie en 1999.

Distinctions personnelles
- Footballeur biélorusse de l'année en 1993.